# خانه ناصر فروغی
خانه آقای ناصر فروغی در شهرستان فومن، شهرک ماسوله واقع شده و این اثر در تاریخ ۲۵ اسفند ۱۳۸۰ با شمارهٔ ثبت ۵۳۱۴ به‌عنوان یکی از آثار ملی ایران به ثبت رسیده است.